# Stefan Borucz
Stefan Borucz (ur. 11 czerwca 1932 w Koluszkach, zm. 4 marca 2020) – polski kolarz torowy i trener kolarstwa, mistrz Polski.

## Kariera sportowa
Był zawodnikiem ŁKS Łódź, Orkana Łódź i od roku 1959 Broni Radom. W swojej karierze zdobył 16 medali mistrzostw Polski, w tym 9 złotych: 4000 m na dochodzenie indywidualnie (1952), 4000 m na dochodzenie drużynowo (7-krotnie: 1949, 1950, 1951, 1952, 1956, 1960 i 1961), torowy wyścig długodystansowy (1958), 3 srebrne: 4000 m na dochodzenie indywidualnie (1960), torowy wyścig długodystansowy (1950 i 1959) i 4 brązowe: 4000 m na dochodzenie indywidualnie (1951 i 1958), torowy wyścig długodystansowy (1957), 4000 m na dochodzenie drużynowo (1959).
Był rekordzistą Polski na 2000 m ze startu zatrzymanego (2.49,4 s – 30.07.1950 r. i 2.44,7 s – 02.07.1951 r.), 5000 m ze startu zatrzymanego (7.06,9 s – 21.07.1951 r.) i 10000 m ze startu zatrzymanego (14.25,4 s – 1951 r.), a z reprezentacją Polski także na 4000 m na dochodzenie (4.59,4 s – 14.08.1955 r.).
Po zakończeniu kariery pracował od roku 1961 jako trener w Broni Radom. Jego zawodnikami w klubie był m.in. Andrzej Michalak, Jerzy Skoczek i mistrz świata juniorów w torowym wyścigu długodystansowym z roku 1974 Jerzy Rychlicki. W latach 1969–1976 pracował równocześnie z reprezentacją Polski seniorów, m.in. na igrzyskach olimpijskich w Monachium (1972) i Montrealu (1976). Wprowadził do kadry narodowej torowców takich zawodników jak Jan Jankiewicz i Krzysztof Sujka.  
W latach 1981–1985 był członkiem zarządu Polskiego Związku Kolarskiego.